# Prijateljstvo
Prijateljstvo je odnos med dvema ali več osebami, ki niso partnerji, vendar se med seboj zelo dobro razumejo. Pomagajo ti, ko imaš težave, lahko se zaneseš na njih, kot tudi oni nate. S prijatelji preživimo veliko lepih trenutkov, ki jih nikoli ne pozabimo. Je pa tudi vrednota, ki je razen družine med najpomembnejšimi v življenju. Zelo se moraš potruditi najti prave prijatelje v življenju. Namreč obstajajo tudi takšni ljudje, ki samo izkoriščajo druge osebe. Tudi nasilja je v zadnjem času veliko, ki prihaja prav iz kroga prijateljev.